# Steve Erwin
Steve Erwin (16 de janeiro de 1960 - 25 de outubro de 2023) foi um autor norte-americano de histórias em quadrinhos. Ele trabalhou ilustrando quadrinhos como Deathstroke the Terminator, Batman Returns e Star Trek: The Ashes of Eden para a DC Comics entre 1985 e 1996.